# Hani Tebib
Hani Tebib, född 22 april 2000, är en algerisk taekwondoutövare. 

## Karriär
I november 2023 tog Tebib brons i 74 kg-klassen vid afrikanska mästerskapen i Abidjan. I mars 2024 tog han brons i 74 kg-klassen vid afrikanska spelen i Accra.